# Norbert Peschke (Heimatforscher)
Norbert Peschke (* 1948 in Zwickau) ist ein deutscher Ingenieur, Regionalhistoriker und Herausgeber.
Peschke ist Diplom-Ingenieur für kommunalen Tiefbau. Von 1991 bis 1994 arbeitete er für das Zwickauer Tageblatt. Von 1993 bis Anfang 1998 redigierte er als Chefredakteur die regionalhistorische Zeitschrift Zwickauer Heimatjournal. Er veröffentlicht zahlreiche Schriften zur Zeitgeschichte Sachsens in seinem eigenen Verlag u. a. als Herausgeber, darunter als Autor das vom Zwickauer Bündnis für Demokratie und Toleranz 2005 herausgegebene Buch Naziterror in Zwickau.

## Ehrungen
Mit seinem Buch 130 Jahre Grubenlampen- und Akkumulatorenfertigung in Zwickau. Geschichte der Firma Friemann & Wolf und ihrer Nachfolger erreichte er 2015 den 2. Platz des Sächsischen Landespreises für Heimatforschung. Im November 2015 wurde ihm von der Stadt Zwickau die Stephan-Roth-Bürgermedaille verliehen.